# Sentenac-d'Oust

Sentenac-d'Oust este o comună în departamentul Ariège din sudul Franței. În 1 ianuarie 2022 avea o populație de 105 de locuitori.